# 熊之股鍵次
熊之股 鍵次（くまのまた かぎじ）は、日本の漫画家。群馬県出身。

## 来歴
- 文星芸術大学出身で、マンガ専攻2期生である[1]。
- 大学の卒業間際に、元週刊少年サンデー編集部員の先生から出張編集部のあるイベントに行くように言われて、そこで初めて持ち込みをする。当時はサンデーで連載するとは全く想像しておらず、もっとマニアックな雑誌になると思っていたという[2]。
- 2013年、週刊少年サンデーSにて『ぬいぐるみクラッシュ』を連載。2015年に完結。
- 現在、週刊少年サンデー2016年24号より、『魔王城でおやすみ』を連載中[3]。
- 『魔王城でおやすみ』の連載が開始した際に、ちばてつやが自身のブログにて、「（文星芸大）在学中から才能のある学生だったけど、ますます成長しているのが、嬉しいです。」と応援メッセージを残している[4]。
- 大人数で騒ぐ作品や、『ケロロ軍曹』のようなキャラクターデザインの作品が好き[2]。
- 『きんぎょ注意報!』の影響でコメディ漫画を描き始める[2]。
- 険持ちよのアシスタント出身[5]。
- 趣味はVRゲーム、鉱石集め、一人カラオケ。悩みは腰痛と漫画を描くのが遅いこと。夢は週休4日、帝国ホテルに住むこと[6]。
- 特技は型紙が無くても大体の服が作れること[7]。
- ペンネームの由来は、「熊のぬいぐるみの股の匂いを嗅ぐのが好きだから。」[8]であり、投稿作品から連載作品に至るまで、熊之股が持っているぬいぐるみの中で一番年季が入った大好きなくまのぬいぐるみがモデルのキャラクターが登場している[2]。（魔王城でおやすみのでびあくまなど。）

## 作品リスト
- 『ぬいぐるみクラッシュ』小学館〈少年サンデーコミックス〉全3巻（『週刊少年サンデーS』2013年12月号[9] - 2015年12月号）
  1. 2014年7月18日発売[10]、ISBN 978-4-09-125074-2
  2. 2015年3月18日発売[11]、ISBN 978-4-09-125698-0
  3. 2015年11月18日発売[12]、ISBN 978-4-09-126495-4
- お着替えのススメ（『週刊少年サンデー』2015年44号[13]）
- 『魔王城でおやすみ』小学館〈少年サンデーコミックス〉既刊30巻（『週刊少年サンデー』2016年24号[3] - 連載中）